# ルパット島
ルパット島（ルパットとう）はマラッカ海峡内にある島。インドネシアのリアウ州ブンカリス県に属する。スマトラ島東岸沖にあり、ルパット海峡を挟んだ対岸にはドゥマイがある。面積1,490 km2。人口はおよそ3万人で、人口密度は20人/km2である。
マレーシア政府による、ムラカからルパット島およびドゥマイを結ぶ橋の建設計画がある。